# Французский бульдог
Французский бульдог (фр. bouledogue français) — порода собак.
Некрупная порода, отличающаяся крупной, но короткой мордой, плоским раздвоенным носом, широкой раздвоенной верхней губой. Стоячие уши, широкие у основания и закругляющиеся сверху. Выступающие надбровные дуги отделены друг от друга глубокой бороздкой между глазами. Бороздка не должна продолжаться на лбу, как у английских бульдогов. Затылочный бугор слабо развит. Могут иметь самый разнообразный окрас: тигровый, бело-тигровый, палевый, бело-палевый. Кремовый окрас не признаётся стандартами породы FCI (Европейской Кинологической Федерацией) и РКФ, но широко распространён в Америке.
Типичная собака малого формата. Мощный пёс в маленьком обличье, пропорционально коренастый, короткошёрстный, с короткой мордой и плоской мочкой носа, стоячими ушами и коротким от природы хвостом. Должен иметь внешность собаки жизнерадостной, разумной, очень мускулистой, компактного строения и с надёжным костяком. Bec: 8—15 кг. Рост: сбалансированный с весом.
Собака-компаньон, собака для развлечения. Весёлый и подвижный, с крепкой психикой, любит детей, хорошо встречает гостей, но в случае опасности готов защищать хозяина и его семью. Может быть агрессивен к другим собакам и кошкам, но это зависит от темперамента индивидуальной особи.

## История породы
Считается, что французские бульдоги выведены из английских бульдогов, и служили бойцовыми собаками малого формата. Но с помощью британских любителей породы, не заинтересованных в собачьих боях, французские бульдоги постепенно вышли из ряда собак, стравливаемых друг с другом. Современные кинологи указывают среди предков французского бульдога также исчезнувших в настоящее время испанских бульдогов — аланов (что обозначено в стандарте породы). 
Впервые французские бульдоги представлены на выставке собак в Вестминстерском Кеннел-клубе в 1896 году. В Америке французский бульдог становится очень дорогой породой собак. Собака стоила от 250 до 750 долларов (что превышало стоимость «народного» автомобиля Ford Model T). В начале XX века несколько собак было продано по 5000 долларов.

### В России
В России французские бульдоги появились в начале XX века. Это была популярная в «высшем свете» порода. Вот что писала петербургская пресса о выставке собак 1913 года:

 «В апреле 1913 года в Петербурге открылась 10-я юбилейная выставка собак. Обширный Михайловский манеж представлял собой необычайное зрелище: свирепые доги, гигантские сенбернары, злые бульдоги. Превосходен был, по оценкам специалистов, отдел охотничьих собак. Но самой модной собакой по-прежнему оставался французский бульдог».
Несколько французских бульдогов держал Фёдор Иванович Шаляпин. Известны его фотографии и портрет работы Кустодиева со своими любимцами. Собаку этой породы держал и Владимир Маяковский.
С приходом советской власти французские бульдоги практически исчезли из страны. К моменту окончания Великой Отечественной войны в Москве сохранилась одна собака — Флик.
В 1948 году из Венгрии привезли суку Джерри. От этой пары был получен помёт, и одного из щенков приобрела С. Н. Склифосовская. Она стала энтузиастом породы. Ей удалось в 1965 году вывезти из Англии кобеля Фолейфрам Генри, а в 1967 году суку — 3-кратную чемпионку Польши Варсовию Капризну Кароле. Эти две собаки стали основным ядром возрождения породы в России.
В 1972 г в результате реорганизации в системе служебного собаководства из неё исключили ряд спортивно-служебных пород, таких как боксёр, доберман, дог и т. д. Люди, занимавшиеся в те годы разведением этих пород, объединились под руководством крупнейшего российского кинолога-профессионала А. П. Мазовера и создали Московское городское общество любителей собаководства — МГОЛС. В него также вошли и декоративные породы, в том числе французские бульдоги, перешедшие туда из охотничьего клуба.

## Внешний вид

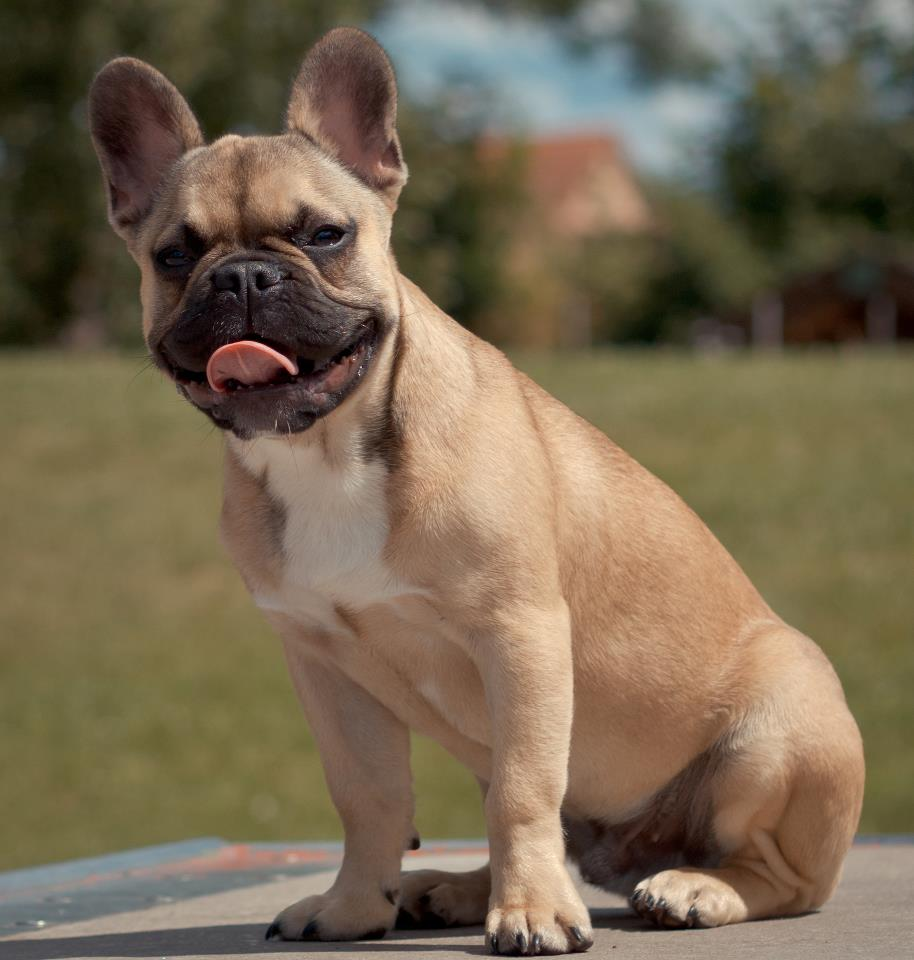
Французский бульдог палевого окраса

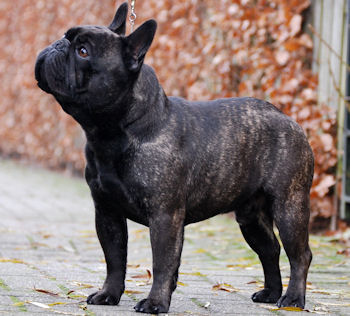
Французский бульдог тигрового окраса

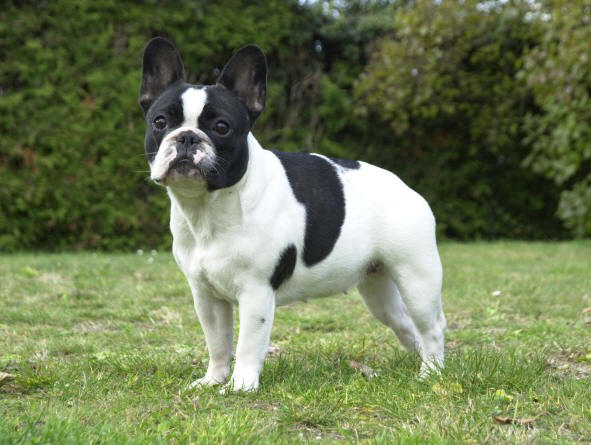
Французский бульдог бело-тигрового окраса

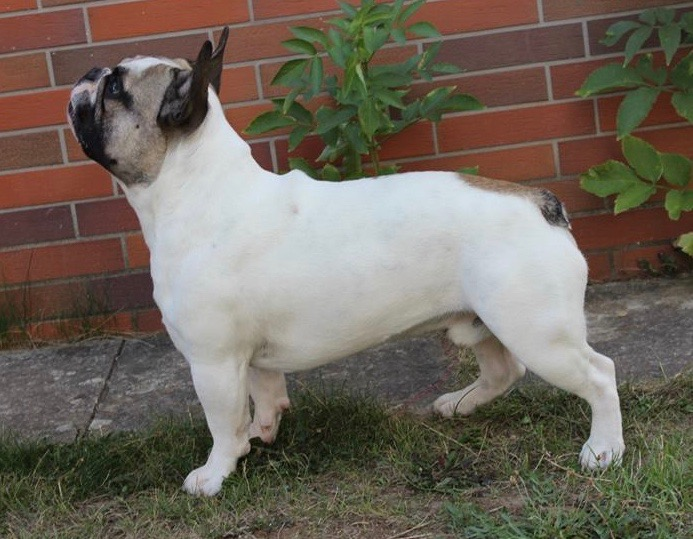
Французский бульдог бело-палевого окраса

Среднего размера, пропорционально и компактно сложенная короткошёрстная собака, обладающая очень оригинальной внешностью и отважным темпераментом. Характерными признаками французского бульдога являются большая массивная голова с короткой мордой, большими стоячими ушами, по форме напоминающими уши летучей мыши, и большими, умными, выразительными глазами. Хвост короткий, с характерными изломами.
Несмотря на малый рост, крепкая, с любой точки зрения короткая и приземистая собака, с короткой, тупой мордой, стоячими ушами и природным коротким хвостом. Должна производить впечатление живого, бойкого, очень мускулистого животного компактного строения и солидного костяка.
Тип шерсти — жесткошёрстный. Качество шерсти — короткая, густая, плотная, блестящая и гладкая, без подшёрстка.
Окрасы: Равномерно рыжеватый с тигровинами (brindle) или без них (fauve), с ограниченной белой пятнистостью; тигровый или палевый со средней, превышающей размер ладони пятнистостью — пятнистые (caille), чёрно-белый.
Все оттенки палевого допустимы, от ярко-рыжего до «кофе с молоком». Полностью белые собаки относятся к пятнистым.
Основные окрасы: белый с пятнами и без них, бело-тигровый, бело-палевый, тигровый, палевый (от ярко красного до «кофе с молоком»), чёрно-тигровый.
- Тигровый (brindle) — частые вкрапления рыжих волос на чёрном фоне или чёрных волос на рыжем. Допускаются небольшие белые отметины на груди, горле, а также узкая белая проточина на морде.
- Пятнистый (pied) — на белом фоне пёстрые тигровые пятна (не более 20 процентов), расположенные на голове, ушах, боках, спине.
- Палевый (fawn) — от ярко-рыжего до «кофе с молоком», с возможными белыми пятнами на груди, шее, животе. На голове у палевых собак разрешается лишь белая проточина к носу. Пятна на голове являются браком. (Палевый окрас принят FCI в 1995 году.)

Мышиный (серый/голубой), голубо-тигровый, шоколадный, шоколадно-тигровый, триколор, палевый с голубой маской, изабелловый и мерль окрасы не являются стандартом, так как таких окрасов в данной породе никогда не было, и оцениваются как брак породы. Подобный окрас бульдога свидетельствует о наличии другой породы в каком-либо колене родословной собаки. В этом случае родословная выдаётся с отметкой племенного брака, которая перекрывает доступ к выставкам и не даёт права для племенного разведения. В Америке разрешены нововведения и успешно проходят выставку собаки таких окрасов, в России только вводится такой метод, что ведёт к исчезновению чистокровных бульдогов.
Высота в холке: кобели — 25-35 см, суки — 24-32 см. Вес сук: 8-12 кг, кобелей: 10-15 кг.
Кобели крупнее, массивнее, мужественнее. Суки несколько легче по сложению. Формат слегка растянутый, индекс формата — 103—106. Тип конституции крепкий, с элементами сырости. Костяк хорошо развит, мускулатура рельефная.
Шея короткая (чуть меньше длины головы), мощная, мускулистая, среднего постава, с красивой линией загривка, расширяющаяся к плечам, с двумя симметричными кожными складками на горле, не переходящими в подвес. Холка слабо выражена. Высота в холке несколько ниже высоты в крестце (за счёт низкопередости). Линия верха от холки поднимается к пояснице и плавно опускается к основанию хвоста. Спина крепкая, мускулистая, слегка выпуклая. Поясница короткая, крепкая, мускулистая, слегка выпуклая. Круп крепкий, мускулистый, умеренно покатый, несколько приподнят.
Грудь широко развёрнутая, глубокая, цилиндрической формы, несколько расширяющаяся спереди назад. Рёбра очень округлые. Живот и линия паха слегка подтянуты.
Голова массивная, широкая, квадратных очертаний. Морда широкая, короткая, вздёрнутая. Ноздри широко раскрыты, симметричные, направлены снизу вверх. Спинка носа короткая, широкая, с симметричными морщинами, опускающимися к верхней губе. Над мочкой носа небольшая кожная складка. Губы толстые, мясистые, в профиль вертикальные и нежно закруглены. Верхняя губа свободно свешивается вниз, но не настолько, чтобы выступать за уровень нижней челюсти. Спереди она доходит до нижней губы, не прикрывая каймы губ. Кайма губ чёрного цвета. Скулы хорошо развиты, но не выступают. Мышцы щёк хорошо развиты, плоские. Переход ото лба к морде ярко выражен. Череп широкий, почти плоский, с очень выпуклым лбом. Затылочный бугор слабо выражен. Надбровные дуги ярко выражены, разделяются бороздой, особенно между глазами, не переходящей на лоб.
Уши стоячие, средних размеров, с широким основанием, закруглены на концах. Высоко, широко и прямо поставленные. Кожа тонкая и нежная на ощупь. Отверстия ушных раковин при взгляде спереди полностью видны.
Глаза с живым выражением, тёмные, большие, красивой округлой формы, слегка выпуклые, широко и низко поставленные. Взгляд умный, доброжелательный, искристый. Веки сухие, края век чёрные. При взгляде вперёд белки глаз не видны.
Зубы крепкие и белые. Клыки крупные. Прикус — перекус. Резцы нижней челюсти расположены в одну линию, хотя допустимо и «шахматное» или иррегулярное расположение резцов, клыков, расположенных вертикально. Челюсти широкие, мощные, четырёхугольные. Угол нижней челюсти достаточно раскрыт.
Мочка носа широкая, очень короткая, вздёрнутая; ноздри хорошо открытые и симметричные, направлены косо назад. Наклон ноздрей и вздёрнутый нос не должны затруднять нормальный процесс дыхания.
Морда очень короткая, широкая; с концентрическими симметричными складками, которые спускаются вниз на верхнюю губу (длина: 1/6 общей длины головы).
Челюсти широкие, квадратные, крепкие. Нижняя челюсть образует плавную дугу и заканчивается перед верхней. При сомкнутых челюстях выдающаяся вперёд нижняя челюсть (перекус) смягчается вследствие своего изгиба. Этот изгиб необходим, чтобы избежать слишком сильного выдвижения нижней челюсти вперёд. Резцы нижней челюсти ни в коем случае не могут стоять за верхними. Нижняя дуга зубов скруглена. Челюсти не должны быть сдвинуты вбок или искривлены. Расстояние между дугами резцов (отход) не может быть определённо точно; основное значение имеет то, чтобы верхняя и нижняя губы смыкались полностью, скрывая зубы.
Хвост короткий, низко посажен на крупе, прилегает к крестцу, у основания толстый; скрученный и сломанный от природы; к концу сужается. Даже в движении хвост должен оставаться ниже уровня основания. Относительно длинный (но не спускающийся ниже скакательного сустава) и сужающийся сломанный хвост допустим, но нежелателен.
Передние конечности с крепкой и рельефной мускулатурой. Плечи короткие, плотные, мускулистые, косо поставленные, хорошо подвижные. Предплечья короткие, крепкие, прямые, поставлены строго вертикально. Локти плотно прижаты к корпусу, направлены строго назад. Пястья и запястья крепкие, короткие, отвесно поставленные.
Задние конечности при осмотре сзади прямые и параллельные друг другу. Бёдра плотные, широкие, с плотной, рельефной мускулатурой. Углы суставов хорошо выражены. Плюсны и предплюсны короткие и крепкие. Скакательные суставы низко поставлены. Прибылых пальцев нет.
Лапы маленькие, круглые, в комке, слегка вывернуты кнаружи. Пальцы плотные, сжатые, сводистые, короткие, хорошо разъединённые. Когти короткие, крепкие, чёрные. Подушечки толстые, грубые, чёрные. Лапы задних конечностей менее округлые. У белых и пятнистых собак допустимо осветление когтей.

## Темперамент
Тип поведения уравновешенный, подвижный. Собаки смелые, сообразительные, доброжелательные к людям. Французскому бульдогу необходим постоянный контакт с человеком. Если их оставить в одиночестве более чем на несколько часов, они могут испытывать тревогу разлуки. Такое чаще наблюдается у щенков, но у некоторых собак сильная потребность в контакте сохраняется и в зрелом возрасте. Такая тревожность может привести к привычке грызть, ломать предметы в комнате, а также к проблемам в приучении к туалету.
Французских бульдогов часто содержат в качестве собак-компаньонов. Собаки терпеливые и нежные со своими владельцами, также легко уживаются с другими домашними животными, но могут проявлять агрессию на фоне ревности. Французские бульдоги ориентированы на людей и хорошо понимают их. Такой навык помогает в обучении и дрессировке. Могут также выступать в игровых видах спорта (аджилити, кинологический фристайл).
Французские бульдоги занимают 58-е место в книге Стэнли Корена «Интеллект собак». Есть определённые исключения; французский бульдог по имени Принцесса Жаклин, которая умерла в 1934 году, как утверждается, могла говорить 20 слов в подходящих ситуациях.

## Содержание и уход
Французские бульдоги относятся к некрупным породам собак. Как и любая другая порода, требуют сбалансированного питания. Могут иметь склонность к пищевым аллергиям и требуют тщательного подбора рациона как коммерческих, так и натуральных кормов.
У французских бульдогов есть склонности к определённым проблемам со здоровьем, которых владельцы могут постараться избежать при надлежащем уходе. Во-первых, у французских бульдогов нет сильной потребности в физических упражнениях, но им всё же требуются ежедневные прогулки. Поскольку французские бульдоги относятся к категории собак с «плоской мордой», следует избегать интенсивных упражнений, которые вызывают у животного тяжёлое дыхание. Это правило особенно важно соблюдать в жаркую погоду. Рекомендуется взвешивать собаку и наблюдать за изменениями во внешнем виде животного, чтобы вовремя заметить и решить возможную проблему ожирения.
Французские бульдоги плохо переносят жару из-за брахицефального строения морды. При высокой температуре им требуются дополнительные средства охлаждения (кондиционер, мокрое полотенце; охлаждающая попона; достаточное количество воды). К холоду французские бульдоги тоже не приспособлены и нуждаются в тёплой одежде. Не предназначены для уличного или вольерного содержания.
Французские бульдоги короткошёрстные, требуют ухода за шерстью только в периоды линьки. Следует следить за кожной складкой на морде, она должна содержаться в чистоте и сухости, чтобы избежать в ней скопления влаги и возникновения дерматита. Как и большинству собак, французским бульдогам необходимо время от времени мыться, но большую часть времени должно быть достаточно расчёсывания, чтобы масло для волос равномерно распределялось по шерсти и сохраняло естественный блеск.
Американский клуб собаководства указывает, что французским бульдогам стоит пройти обследование здоровья на наличие дисплазии тазобедренного сустава, получить оценку зрения и сделать кардиологическое обследование, поскольку у них могут быть проблемы со здоровьем в этих областях.